# باولا سيرانو
باولا سيرانو (بالإسبانية: Paula Serrano)‏ (27 يناير 1991 في إسبانيا - ) هي لاعبة كرة قدم إسبانية في مركز الوسط. لعبت مع أتلتيكو مدريد للسيدات وASD Women Torres Calcio ‏.

## وصلات خارجية
- باولا سيرانو على موقع الاتحاد الأوربي (الإنجليزية)
- باولا سيرانو على موقع قاعدة بيانات كرة القدم.إي يو (الإنجليزية)
- باولا سيرانو على موقع Soccerway.com (الإنجليزية)